# 南果河 (澜沧江)
南果河，是位于中华人民共和国云南省西南部的一条河流，为澜沧江右岸支流。源流称发展河，发源于普洱市澜沧拉祜族自治县南部发展河哈尼族乡发展河村林排坡西北酒房后山北侧，蜿蜒向东南流，经发展河乡驻地后进入西双版纳傣族自治州勐海县境内，至勐阿镇政府驻地北部的英茂糖业勐阿糖厂西北侧右纳南啊河后转东北流，在勐阿镇勐康村以东左纳南坝河（那勐河）后转向东流，经勐往乡南果河村后汇入澜沧江。河流全长90.9千米，流域面积1248.2平方千米，落差1480米，河道平均比降13.8‰。
干流在勐海县勐阿镇境内也称纳檬河或纳懂河，2018年规范统称为“南果河”。